# كات هاينس
كات هاينس هي دراجة بلجيكية، ولدت في 21 نوفمبر 1991 في Herentals ‏ في بلجيكا.

## وصلات خارجية
- الموقع الرسمي
- كات هاينس على موقع الاتحاد الدولي للدراجات (الإنجليزية)
- كات هاينس على موقع أرشيف الدراجات (الإنجليزية)
- كات هاينس على موقع إحصائيات الدراجات الإحترافية (الإنجليزية)
- كات هاينس على موقع نسبة الدراجات (الإنجليزية)